# Hammerwood Park

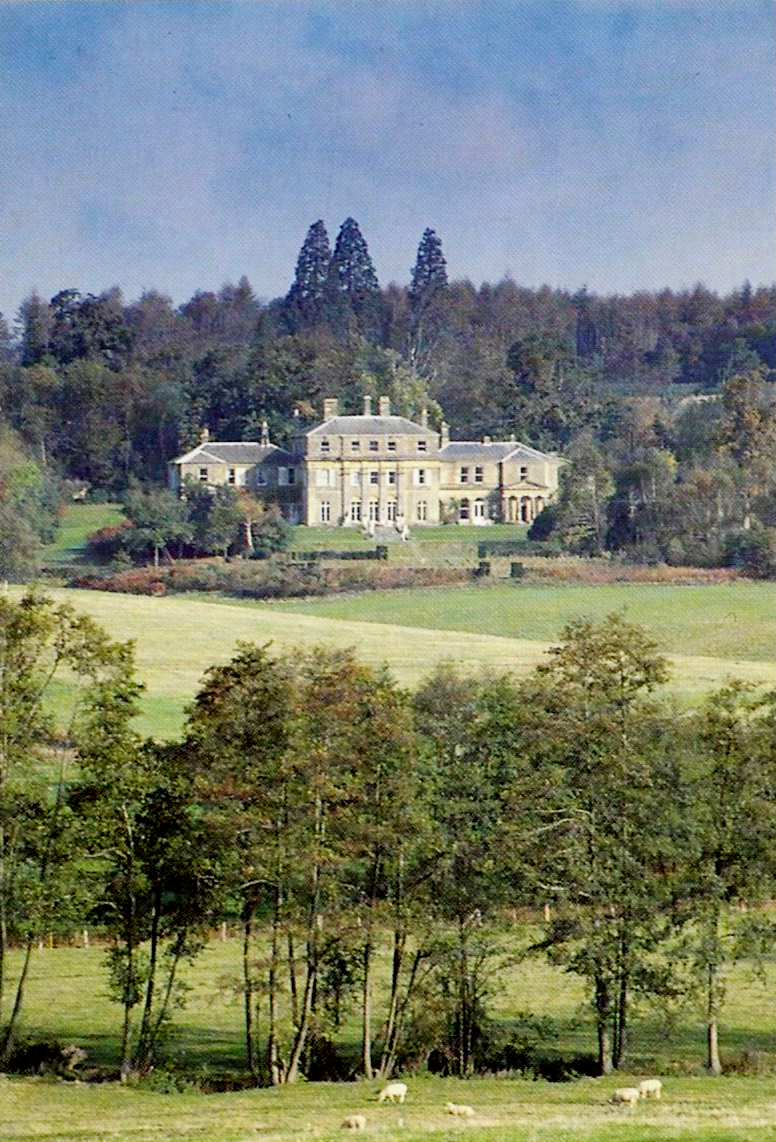
Hammerwood Park von Süden

Hammerwood Park ist ein Landhaus in Hammerwood bei East Grinstead in der englischen Verwaltungseinheit East Sussex. Das Haus war 1792 eines der ersten im Greek-Revival-Stil errichteten Gebäude und die erste unabhängige Arbeit von Benjamin Latrobe.

## Geschichte

### Das Anwesen vor 1792
Das Land war Teil eines früheren Anwesens namens The Bower (vermutlich benannt nach einer Familie Atte Boure, von denen bekannt ist, dass sie in den 1290er-Jahren Steuern an König Eduard I. bezahlt haben), eine riesige Länderei, zu der die Pfarren East Grinstead und Hartfield gehörten. Irgendwann im 16. Jahrhundert gründete die Eigentümerfamilie, die Bottings eine Eisenschmiede östlich der Weiher im Tal südliche des heutigen Hauses. Der Eisenhammer hat vermutlich bis 1558 existiert. Dann hinterließ Hugh Botting „two tons of yron“ in seinem letzten Willen; er funktionierte bis 1653, war aber 1664 bereits ruinös. Der Damm soll 200 Meter lang gewesen sein. 1693 wurde ein Teil des lichten Waldes, der an den Ashdown Forest angrenzte, gerodet, damit ein Grundstück für den Bau des Vorgängers des heutigen Hauses frei wurde. Das Anwesen, das einst zu einem Rehpark gehörte, fiel später an andere Familien und 1766 zahlte der Eigner Fenstersteuer für die 41 Fenster, was The Bower zur fünftgrößten der 150 steuerbaren Anwesen in East Grinstead machte. Es erscheint wahrscheinlich, dass das heutige Bower House, ein Bauernhaus im Tudorstil im Dorf Hammerwood keinen direkten Bezug dazu hat. Es gab auf dem Grundstück vorher bereits ein Gebäude, woraus dann Hammerwood Lodge wurde (Fundamente und Mauern westlich des zentralen Blocks des heutigen Hauses wurden auf vor 1792 datiert), und dies war vermutlich die eigentliche Wohnung der Bowers.

### 1790er-Jahre: Planung und Bau
Ende 1791 oder Anfang 1792 notierte Christian Ignatius Latrobe, dass John Sperling (1763–1851) bei Benjamin Harry Latrobe (seinem Bruder) in London visitierte. Sperling, der bereits einen Landsitz in Dynes Hall, einem Landhaus aus dem 17. Jahrhundert mit 200 Hektar Land in Great Maplestead in Essex, kam au seiner reichen Familie, die nach ihrer Emigration aus Schweden ihr Vermögen im Londoner Pelzhandel gemacht hatte, und war nur ein Jahr älter als Latrobe, der damals ein Schüler von Samuel Pepys Cockerell war. Dennoch beauftragte er Latrobe mit der Planung und dem Bau eines neuen Landhauses und Jagdschlosses auf dem Gelände von The Bower. Sperling wählte damals Hammerwood Lodge als Namen für das neue Haus, vermutlich als romantische Reverenz an den Hammer, der in der Eisenhütte verwendet wurde, die in der Gegend seit dem Mittelalter existiert hatte. Latrobe überwachte die Bauarbeiten ab dem Herbst 1792, wobei die Nähe zu Ashdown House, sein zweiter Auftrag bei Forest Row, es ihm ermöglichte, Handwerker und Lieferanten von Baumaterialien für beide Projekte einzusetzen und auch beide Projekte gleichzeitig zu beaufsichtigen.
Trinder beschreibt den Aufbau als den „eines großen, palladianischtischen Mittelblocks (Corps de Logis), akzentuiert durch eine riesige Anordnung flacher Pfeiler, die von mit niedrigen Bögen versehenen Flügeln flankiert werden und an deren Ende Vorhallen mit vier Säulen stehen, während sich ein asymmetrischer Flügel für die Dienerschaft nach Nordosten erstreckt, der hinter dem Hauptteil des Hauses versteckt ist.“ Schilder aus Coade-Stein mit von der Borghese-Vase abgeleiteten Szenen schmücken beide Vorhallen und der Einfluss der Tempel von Paestum, die Latrobe vermutlich bei früheren Besuchen in Neapel und Delos kennenlernte, wird von seinen Schülern bemerkt.
1795 sah sich Latrobe wegen Problemen bei den Zahlungen für ein anderes Projekt mit ernsten finanziellen Problemen konfrontiert. Als seine Gattin, Lydia Sellon, im November 1793 im Wochenbett starb, erlitt er vermutlich einen Zusammenbruch. Vollkommen bankrott und unfähig, einige seiner Arbeiter zu bezahlen, emigrierte er am 25. November 1795 in die USA. Man weiß nicht genau, ob Hammerwood Lodge damals bereits fertiggestellt war; es ist möglich, dass Sperling die Restarbeiten in Latrobes Abwesenheit überwachte. Aber das Fehlschlagen einer großen Investition in eine Destillerie in Dublin kostete die Sperlings £ 70.000 (entsprechend etwa £ 7,5 Mio. im Jahre 2015); der Künstler und Tagebuchschreiber Joseph Farington berichtete, dass sie und ihre Partner sich „mit der riesigen Ausgabe übernommen haben“. Zwischen 1798 und 1800 war Sperling gezwungen, sowohl das Anwesen in Hammerwood als auch sein Haus in London aufzugeben und nach Dynes Hall zurückzuziehen.

### 1800–1921: Die besten Zeiten
Um 1801 kaufte Magens Dorrien Magens (ca. 1768–1849), ein Londoner Kaufmann und Bänker sowie künftiger Tory-Parlamentsabgeordneter für den Wahlkreis Carmarthen und später für den Wahlkreis Ludgershall, das Anwesen Hammerwood. Nach seinem Tod hinterließ er das Anwesen seinem Sohn, John Dorrien Magens, der als Vorstandsvorsitzender der East Grinstead Railway Company (EGR) für den Bau der Verbindung von East Grinstead zum Eisenbahnsystem in Three Bridges 1855 verantwortlich war. Vermutlich ließ die Familie Dorrien Magens das Haus erweitern, insbesondere den nordwestlichen Flügel für die Dienerschaft, und die Unterlagen der Volkszählung aus den 1840er-Jahren weisen für diese Zeit mindestens zehn Hausangestellte aus.

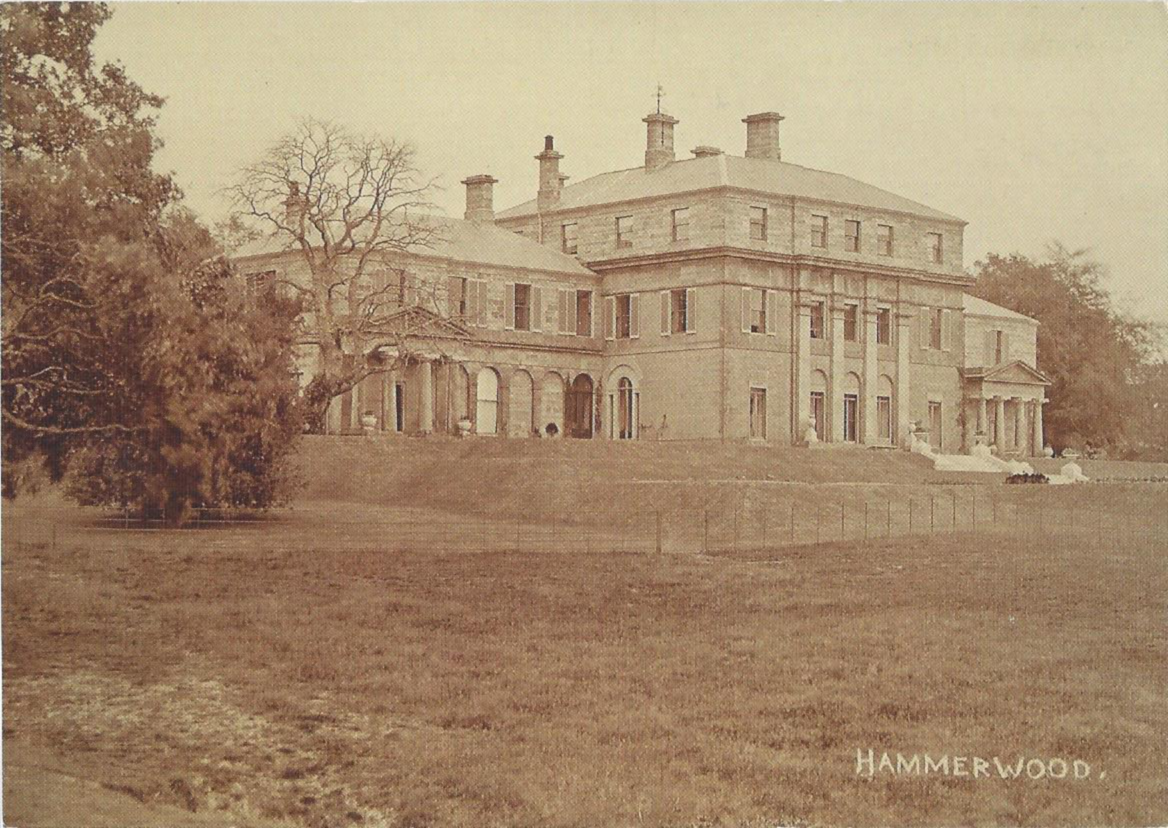
Hammerwood Lodge nach den Umbauten von Teulon, etwa Ende des 19. oder Anfang des 20. Jahrhunderts

John Dorrien Magens verkaufte das Anwesen Hammerwood im Juni 1864 für £ 37.250 (entsprechend etwa £ 4,2 Mio. im Jahre 2015), wovon £ 10.000 nur für das Holz waren, an den Bankier Oswald Augustus Smith (1826–1902). 1865 beauftragten die Smiths den Architekten Samuel Sanders Teulon mit dem Umbau des Hauses nach ihrem Geschmack. Neben anderen, kleineren Umbauten umfasste dies das Anheben des Daches des Mitteltraktes, um ein niedriges drittes Stockwerk unterzubringen, wobei aber Latrobes Fassade erhalten bleiben sollte. Die Arbeiten begannen am 8. Mai 1865; die Schüler Snadon und Fazio kommentierten, dass „Teulon seine Zubauten so vorsichtig in das existierende Gebäude integrierte, dass es schwierig ist, sie auf den ersten Blick zu erkennen.“
Oswald Augustus Smith kümmerte sich um das 500 Hektar große Anwesen mit Parks, fruchtbarem Ackerland und Wäldern, ließ im Haus Gasbeleuchtung installieren und das kürzlich angehobene Dach isolieren. Anfangs finanzierte er eine Filialkirche für die drei Pfarreien East Grinstead, Forest Row und Hartfield und ließ 1873 eine Dorfschule für 100 Kinder bauen. 1875 ließ er ein Pfarrhaus bauen, 1880 die St Stephan's Church in Hammerwood (nach Plänen von E. O. Loftus Brock) zum Preis von £ 7431. Der erste Vikar war Rev. Clement Colby Woodland aus dem Corpus Christi College in Cambridge. 1892 finanzierte er den Neubau der St Peter's Churc’ in Holtye zum Gedenken an seine verstorbene Gattin (Rosa Sophia Vansittart (1832–1892)), 1893 den Neubau der Armenhäuser von Countess of Thanet auf dem Holtye Common und Ende des 19. Jahrhunderts ein neues Gebäude für das Queen Victoria Hospital in East Grinstead. Daneben wurden ein Großteil des Dorfes Hammerwood, das heute noch existiert (mit einer Bevölkerung von 438 Seelen zu den besten Zeiten 1891), und einige Häuser östlich des Dorfes Ashurst Wood während Smiths Wirken auf dem Anwesen in Hammerwood als Arbeiterhäuser für auf dem Anwesen Angestellte erbaut.
Rev. George Ferris Whidborne (1845–1910) kaufte das Anwesen in Hammerwood von Oswald Augustus Smith kurz vor dessen Tod. Er war beeindruckt von der ungewöhnlich umfangreichen Wildfauna und zog mit seiner Familie von Dorset nach Hammerwood um. Die Whidbornes lebten 1901–1921 in Hammerwood. Whidbornes ältester Sohn fiel im Ersten Weltkrieg; alle drei erhielten bei verschiedenen Gelegenheiten das Military Cross. 1919 brannte die Schule, in der die Kinder der Whidbornes unterrichtet worden waren, ab; St Andrews zog nach Hammerwood um, bis man ein neues Gebäude für die Schule in Forest Row fand. Einige Männer erinnern sich, als Jungen gegen Ashdown House, ebenfalls eine Schule, Cricket auf dem Rasen des Anwesens Hammerwood gespielt zu haben. Aber 1918 hatten Erbschaftsteuerschulden Margaret Whidborne zum Verkauf von 337 Hektar Grund (fast die Hälfte des Anwesens) gezwungen. Drei Jahre später wurden weitere 520 Hektar Bauernland verkauft; die Einrichtung des Hauses wurde ausgeräumt und versteigert. Zwei Stockwerke mit Unterkünften für Hauspersonal im nordöstlichen Flügel für die Dienerschaft, der im 19. Jahrhundert angebaut worden war, wurden abgerissen. Da nur noch 128 Hektar Parks und lichter Wald um das Haus übrig waren, wurde der Name des Anwesens Hammerwood in Hammerwood Park geändert. Hammerwood Park verlor langsam seine Rolle als Fokus des örtlichen Lebens.

### 1921–1982: Niedergang und Verfall

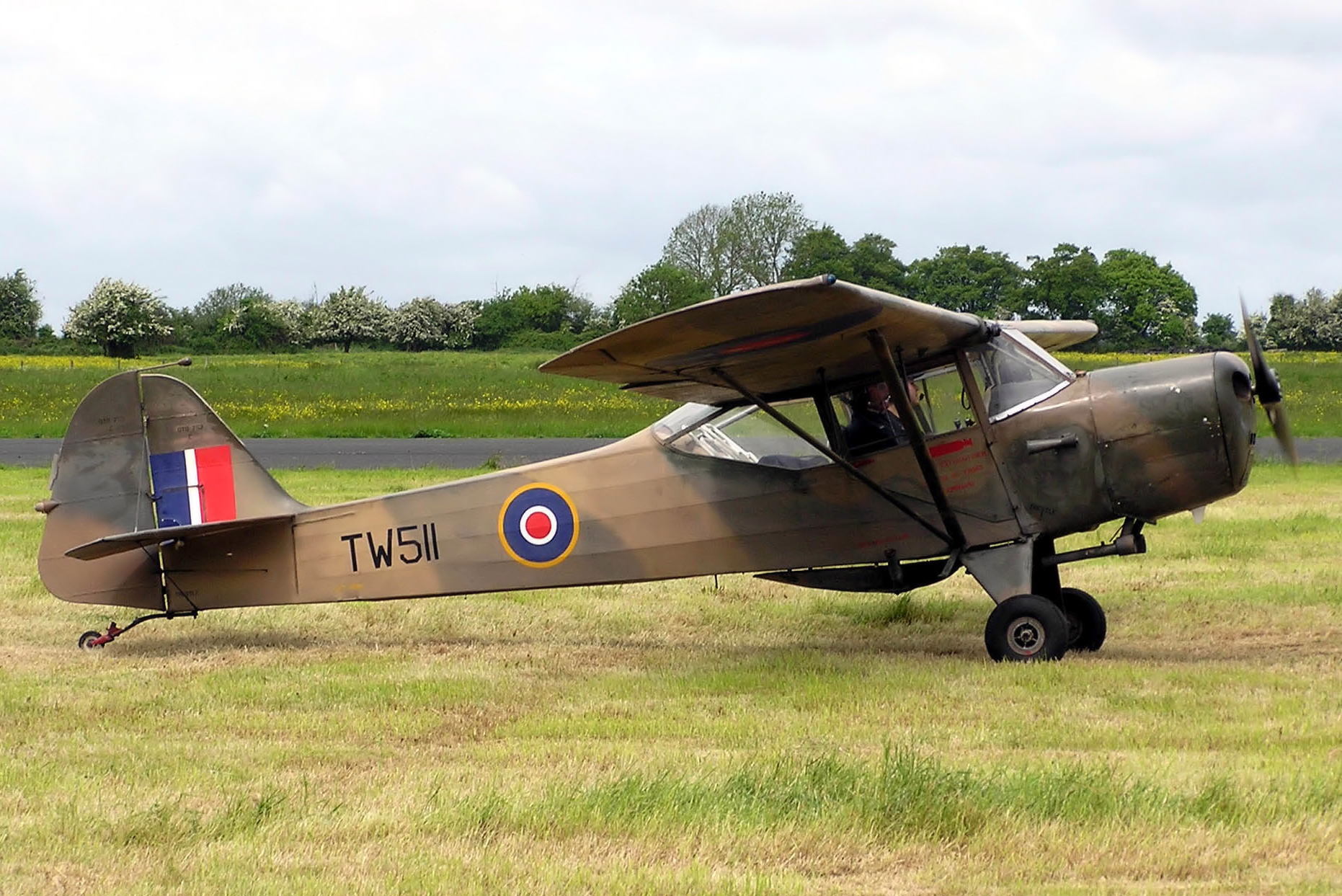
Eine Auster Mk V nach dem Krieg, vom selben Typ, wie er ab November 1943 in Hammerwood stationiert war, in kriegsmäßiger Lackierung

1921 wurden die Reste des Anwesens, bestehend aus dem Haus und 131,6 Hektar Land, von Lt. Col. ‘’Stephen Hungerford Pollen’’ CMG (1868–1935) nach dessen außergewöhnlicher militärischer Karriere aufgekauft. Pollen war ADC von Lord Lansdowne und Lord Elgin, Vizekönige von Indien, gewann Medaillen in Südafrika und Indien und diente 1897 in der Tirah-Kampagne. Er und seine Familie konnten als erste Bewohner des Landhauses die Vorteile elektrischer Beleuchtung und fließenden Wassers genießen – die Heizung war damals bereits auf Ölfeuerung umgebaut worden. Von der Dienerschaft waren elf oder zwölf Personen – je nach Quelle – übriggeblieben, solange die Pollens in Hammerwood Park lebten und Pollen steuerte das Land (und ein Viertel der Gebäudekosten) für den Bau von Hammerwood und Holtye Hall bei. Es ist ein eigenartiges Zusammentreffen, das seiner von Lt. Co. Pollens Vorfahren, Richard Pollen, die Tochter von S. P. Cockerell, dem Architekten, bei dem Latrobe studierte, heiratete. Nach dem Tod von Lt. Col. Pollen 1935 kaufte die Familie ‘’Kirwan Taylor’’ Hammerwood Park; ihnen gehörte das Anwesen, als der Zweite Weltkrieg ausbrach. Wie viele andere Häuser wurde auch Hammerwood Park vom Militär zur Nutztun für die kämpfende Truppe requiriert und 200 Soldaten wurden dort stationiert (auch der Cricketspieler Denis Compton) und ein Kontingent der kanadischen Armee. Auch operierte die No. 660 Squadron der RAF ab November 1943 von einem Flugplatz nördlich des Parks aus und die SOE flog eine Zeitlang Westland Lysander vom selben Flugplatz aus.

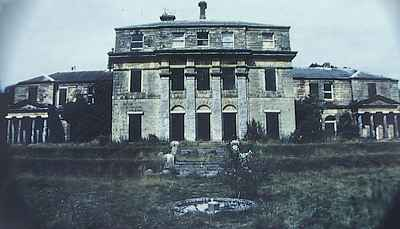
Hammerwood Park verfiel Ende des 20. Jahrhunderts wurde 1976 verbrettert. Ansicht von Süden 1982.

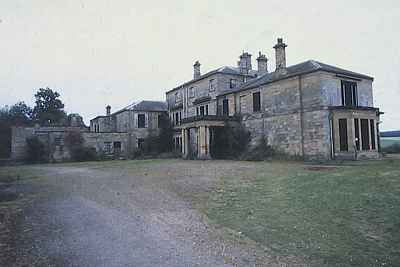
Ansicht von Norden 1982.

Nach dem Krieg kaufte John Chattell († 1931) das Anwesen und teilte das Haus in 11 Wohnungen auf. Aber Braunfäule und Fäulnis wurden zunehmend ein Problem und bald war das Haus unbewohnbar. In der Beschreibung als historisches Gebäude (geschrieben nach einem Besuch 1953) stand, dass es „leer und verbrettert“ sei, und es wurde als historisches Gebäude II. Grades (später auf I. Grad geändert) gelistet. 1973 ersteigerte die Rockband Led Zeppelin Hammerwood Park in der Hoffnung, sie könnten es in ein Musikcenter, Aufnahmestudio und Wohnungen umwandeln. Auch wenn das Haus am Beginn des Films The Song Remains the Same auftaucht, in dem Bandmitglieder abgebildet sind, die die Einfahrt zum Haus hinauffahren und mit Maschinengewehren aus einem Oldtimerauto auf Nazi-Zombies schießen, brachten sie ihre Pläne doch nicht voran. Vandalen stahlen drei Tonnen Dacheindeckung und beschädigten so das Dach an 14 verschiedenen Stellen, sodass viel Wasser eindringen und die Struktur des Gebäudes beschädigen konnte. Braunfäule und Fäulnis nahmen zu, sodass das Haus zunehmend instabil wurde; das Badezimmer im 1. Obergeschoss, das vorher noch durch die Rohre an seiner Stelle gehalten wurde, brach zusammen, die Badewanne fiel in den Salon darunter und der dortige Parkettboden aus dem 18. Jahrhundert wurde überflutet. Danach wurde das Haus 1976 verbrettert und 1978 zum Verkauf angeboten.

### 1982–heute: Restaurierung
Nachdem das Haus vier Jahre lang ohne Erfolg zum Verkauf stand, wurde es im Juni 1982 in der Zeitschrift Country Life beworben. David Pinnegar, ein 21 Jahre alter, frisch graduierter Physiker, kaufte das Anwesen, das sich zu diesem Zeitpunkt in sehr schlechtem Zustand befand und nur noch etwa 12 Hektar verwilderten Gartens umfasste, im Juli desselben Jahres, um es zu restaurieren und der Öffentlichkeit zugänglich zu machen. Auch wenn man sich über sein jugendliches Alter alterierte, wurde das Haus doch im April 1983 der Öffentlichkeit zugänglich gemacht und die Restaurierung, die größtenteils von Freiwilligen durchgeführt wurde, gewann 1984 den ‚‘Amodio-Preis‘‘ des IBI (International Burgen Institute, heute Teil von Europa Nostra) und 1987 eine Silbermedaille von der Société d’encouragement au progrès in Paris. 1984 erhielt das Haus eine seltene Kopie des Parthenon-Frieses von Brucciani & Co, das in den alten Küchen (heute Elgin-Raum) ausgestellt ist. Der Westeuropa-Orkan 1987 verursachte Schäden an Haus und Garten. Die 656. Schwadron des Army Air Corps der britischen Armee half 1988 mit der Lieferung der neuen Dacheindeckung mit einer Westland Lynx in einer Operation, die durch Blue Peter finanziert wurde. Außer einem kleinen Zuschuss von English Heritage und dem Umweltministerium gab es keine weitere staatliche Unterstützung, weil sich das Anwesen in privater Hand befindet. Die Restaurierung, die von 1982 bis 1989 mehr als £ 140.000 kostete, wurde fast vollständig aus Eintrittsgeldern finanziert. Damit war es damals das größte private Restaurierungsprojekt in Europa. Die Arbeiten setzten sich bis ins neue Jahrtausend fort und auch noch heute läuft die Restaurierung nebenbei weiter.

## Hammerwood heute
Haus und Garten gehören heute der Familie Pinnegar und sind für Besucher in geführten Touren im Sommer oder sonst nach Vereinbarung öffentlich zugänglich. Führungen konzentrieren sich auf den historischen Kontext des Hauses, die alten mythologischen und religiösen Ursprünge des Greek-Revival-Stils, Verbindungen zur Freimaurerei, die landwirtschaftliche Revolution, die Picturesque-Bewegung und Interpretationsversuche der Borghese-Vase und des Parthenon-Frieses. Eine Sammlung von Musikinstrumenten, wie Klavieren, Cembalos, zweier Orgeln und einer veränderten elektronischen Orgel von Makin mit fünf Manualen werden für ein jährliches Konzertprogramm genutzt. Die elektronische Orgel war 12 Jahre lang in der St Columb's Cathedral in Londonderry im Einsatz, während ihr Vorgänger nach dem Nordirlandkonflikt repariert wurde, und dient heute besonders dazu, die Musik von französischen Komponisten der Romantik, wie Vierne und Widor, vorzuführen. Ihre Erweiterung von drei auf fünf Manuale mit mehr als 150 Tasten machte es zu einem der größten Instrumente seiner Art in Europa mit mehr als 25.000 Tastenkombinationen. Die anderen Manuale sind ungleichstufig gestimmt, z. B. wohltemperiert oder mitteltönig, Stimmungen, in denen insbesondere klassische und romantische Komponisten schrieben.
Das Anwesen dient auch regelmäßig als Kulisse für Fernsehen, Kinofilme, Modeaufnahmen und Fotoaufnahmen. Dort wurden z. B. Knife Edge, London Boulevard (2010) mit Colin Farrell und Keira Knightley gedreht, aber auch Musikvideos für Led Zeppelin, The Darkness, Victoria Beckham, Melanie C und Cheryl Cole. Auch diente das Anwesen 1998 als Kulisse für die Rauschgiftdokumentation Sacred Weeds. In Hammerwood Park wurden auch Modeaufnahmen für Kataloge von Prada und John Lewis, für die Vogue und für Editorials anderer Zeitschriften, wie z. B. Country Life, gemacht.

## Park und Gärten
Hammerwood Park liegt auf dem Südhang eines Hügels, der weite Ausblicke von Südosten bis Südwesten bietet. Die Südfassade des Hauses ist vom Tal, in dem ein Bach verläuft und wo der Eisenhammer, nach dem das Anwesen benannt wurde, einst stand, gut zu sehen. Ein See mit gewundenen Ufern, der künstlich vom Bach abgedämmt wurde, ist offensichtlich Teil von Sperlings Landschaftspark; er ist zwar auf der Karte von Gardner & Gream von 1795 nicht verzeichnet, aber auf der Zeichnung des Ordnance Survey von 1808 sichtbar. Er liegt am Talgrund und beidseits erstreckt sich offenes Parkland; die nächsten 2–3 Meilen den bachabwärts sieht man noch die Hügel in der Ferne. Latrobes Schüler Fazio und Snadon erwähnen Latrobes Bezug von 1794 auf eine „sehr genaue“ Kenntnis von Humphry Repton (1752–1818), dem englischen Landschaftsarchitekten, und weisen darauf hin, dass viele Details des Landschaftsparks von Hammerwood (einschließlich freier Ausblicke nach Süden, die viel weiter reichen als bis zu den Grenzen des Anwesens von 1792) sich mit Reptons Ideen decken. Der Einfluss von Capability Brown ist ebenfalls spürbar und Zählungen der Jahresringe an den Eichen, die dem Westeuropa-Orkan zum Opfer fielen, führten zu einer Datierung der Baumpflanzungen auf 1793 und 1796 (was darauf hinweist, dass die Anlage des Landschaftsparks tatsächlich stattfand).
Zusätzliche formelle Terrassen und informelle Ziergärten wurden im 19. und 20. Jahrhundert angelegt und ersetzten anfangs die frühere Flucht von Parkland bis zur Frontfassade des Hauses hinauf, die Karten bis 1841 zeigten. Oswald Augustus Smith, der ja Hammerwood 1864 kaufte, ließ vermutlich die Ziergärten an der Ostseite des Hauses anlegen. Als Vetter des Politikers Augustus Smith, der die Tresco Abbey Gardens auf den Scilly-Inseln mit Rhododendren anlagen ließ, führte er diese Pflanzen auch in Hammerwood ein, wo sie heute noch zu sehen sind. Die Smiths ließen auch Musterbäume in den Gärten anpflanzen und Kieswege durch die Büsche, das Gestrüpp und den lichten Wald im Osten anlagen – man sieht sie auf der Karte des Ordnance Survey von 1873. 1927 legte man einen Eibengarten unterhalb der Südterrasse an; er wurde restauriert und ist heute ein eingetragener Hubschrauberlandeplatz. Bis zur Mitte des 20. Jahrhunderts waren die Hänge des Tals südlich der Seen größtenteils bewaldet. Heute wird dieses Land in weiten Teilen als Ackerland bewirtschaftet, nachdem es in den 1950er-Jahren größtenteils gerodet wurde. Nur einige verstreute Bäume sind von den ausgedehnten Anpflanzungen, die man auf der Karte von 1808 sehen kann, übriggeblieben.
In der Zeit des Verfalls ist auch ein großer Teil der Gärten stark verwildert, auch die Küchengärten und die Gewächshäuser auf der Nordseite; der Park diente als Viehweide und die Bibliothek als Futtersilo. Der größte Teil der Ziergärten südlich und östlich des Hauses wurden restauriert und neu bepflanzt; die Arbeiten wurden von Freiwilligen der National Trust Activities Group (NTAG) und des London Wildlife Trust durchgeführt. Was die Neuanpflanzung von Bäumen nach dem Westeuropa-Orkan 1987 angeht, bewältigten dies der Stanley Smith Horticultural Trust, die Men of the Trees, die Countryside Commission und das South East Electricity Board (SEEBOARD). Park und Gärten gehören seit Oktober 1983 zur High Weald Area of Outstanding Natural Beauty (High Weald AONB); sie sind seit 1987 als historische Gärten II. Grades gelistet.

## Eingänge und Auffahrten
Zum von Sperling und Latrobe in den 1790er-Jahren angelegten Landschaftspark gehört auch ein gewundener Fahrweg, der sich von Ashurst Wood bis zur Südfassade des Landhauses erstreckt. In seiner Studie über Hammerwood erwähnt Trinder, dass bei Annäherung an das Haus auf dieser Auffahrt die Pfeiler des Mittelblocks eine optische Täuschung erzeugen, die das Haus größer aussehen lässt als es eigentlich ist, da die Tempelfronten auf den Seiten optisch integriert werden. Er beschreibt die vereinten Bemühungen von Sperling und Latrobe als „kollektiven Ego-Trip zum kleinen Preis – das Haus, das für damalige Verhältnisse von bescheidener Größe war, wurde so entworfen, dass es groß aussieht.“ Von der Mitte des 19. Jahrhunderts an (vermutlich ab der Zeit des Eisenbahnanschlusses von East Grinstead) nutzte man die südliche Auffahrt weniger als die Route vom Bahnhof über die Verbindungsstraße East Grinstead – Tunbridge Wells (erst B2110, heute A264) und die Allee durch das Dorf Hammerwood.
Die südliche Auffahrt wurde fast gar nicht mehr genutzt, als das Haus verfiel, und so ging sie im Laufe des 20. Jahrhunderts teilweise im Ackerland auf und wurde durch kürzlich gepflanzte Hecken gesperrt. Die frühere Eingangs-Lodge, die  Dog Gate Lodge, ist zusammen mit der Brücke auf der Seite des früheren Eisenhammers, die die Auffahrt über den Speisekanal des Ziersees im Talgrund führte, bis heute erhalten geblieben. Die Straße, die östlich aus Ashurst Wood hinausführt (heute eine Sackgasse), heißt heute noch „Hammerwood Road“. Es gibt auch zwei untergeordnete Auffahrten zum Haus, eine von Nordwesten und eine von Nordosten. Beide werden heute nicht mehr genutzt, sind aber auf der Tithe Map von 1841 zu sehen.